# كنج بنج (كوميكس)
كنج بنج (بالإنجليزية:Kingpin ) شخصية خيالة شريرة ظهر لأول مره في عام 1967 في القصص المصورة التي نشرتها شركة مارفيل كومكس بجانب بطل السلسلة الرجل العنكبوت يعتبر زعيم الجريمة في مدينة نيويورك ويتميز بجسده الضخم الممتلئ ورأسه الأصلع ويرتدي معطف ابيض ويحمل عصا.